# Hamataliwa buelowae
Hamataliwa buelowae är en spindelart som beskrevs av Mello-Leitao 1945. Hamataliwa buelowae ingår i släktet Hamataliwa och familjen lospindlar. Inga underarter finns listade i Catalogue of Life.